# Jefferson Baiano
Jefferson Baiano (10 de mayo de 1995) es un futbolista brasileño que se juega como delantero.

## Clubes
| Club                       | País           | Año       |
| -------------------------- | -------------- | --------- |
| Galícia-BA                 | Brasil         | 2014-2015 |
| Jacuipense-BA              | Brasil         | 2015-2016 |
| Vitória-PE                 | Brasil         | 2016      |
| Sport Club Santa Rita      | Brasil         | 2016-2021 |
| ASA (préstamo)             | Brasil         | 2016      |
| Bragantino (préstamo)      | Brasil         | 2016      |
| ASA (préstamo)             | Brasil         | 2016-2017 |
| Hercílio Luz-SC (préstamo) | Brasil         | 2017      |
| Mito HollyHock (préstamo)  | Japón          | 2018-2019 |
| Monte. Yamagata (préstamo) | Japón          | 2019-2020 |
| Al-Mojzel (préstamo)       | Arabia Saudita | 2020      |
| Bucheon FC (préstamo)      | Corea del Sur  | 2020      |
| Al-Hala SC                 | Baréin         | 2021      |
| HAGL FC                    | Vietnam        | 2022      |

## Estadísticas

### J. League
| Club           | Año   | J. League | J. League | Copa J. League | Copa J. League | Total | Total |
| Club           | Año   | Part.     | Goles     | Part.          | Goles          | Part. | Goles |
| -------------- | ----- | --------- | --------- | -------------- | -------------- | ----- | ----- |
| Mito HollyHock | 2018  | 34        | 11        | -              | -              | 34    | 11    |
| Total          | Total | 34        | 11        | 0              | 0              | 34    | 11    |